# Seznam grup sferne simetrije
Seznam grup sferne simetrije vsebuje grupe sferne simetrije. Te grupe se imenujejo tudi trirazsežna točkovna grupa. Tukaj se obravnavanje omeji samo na končne simetrije. 
Znanih je pet osnovnih razredov, ki vsebujejo trikotno osnovno domeno. To so diedrska, ciklična, tetraedrska, oktaedrska in ikozaedrska simetrija.
Grupe so prikazane v skladu z Schönfliesovo notacijo, Coxeterjevo notacijo in notacijo orbifold. Angleški matematik John Horton Conway je uporabil posebno variacijo Schönfliesove notacije.
Dana je tudi Hermann-Mauguinova notacija (mednarodna notacija, tukaj označena z Medn.). Kristalografske grupe, ki jih je 32, so podmnožica z redom elementov enakim 2, 3, 4 ali 6 . 

## Involucijska simetrija
Znane so štiri involucijske grupe. Te grupe so primeri kjer ni simetrije, zrcalne simetrije, 2-kratna simetrije vrtenja in centralne točkovne simetrije.
| Medn. | geo | orbifold | Schönflies | Conway  | Coxeter | red | osnovna domena |
| ----- | --- | -------- | ---------- | ------- | ------- | --- | -------------- |
| 1     | 1   | 1        | C1         | C1      | [ ]+    | 1   |                |
| 2     | 2   | 22       | D1 = C2    | D2 = C2 | [2]+    | 2   |                |

| Medn. | geo | orbifold | Schönflies     | Conway    | Coxeter | red | osnovna domena |
| ----- | --- | -------- | -------------- | --------- | ------- | --- | -------------- |
| 1     | 22  | ×        | Ci = S2        | CC2       | [2+,2+] | 2   |                |
| 2 = m | 1   | *        | Cs = C1v = C1h | ±C1 = CD2 | [ ]     | 2   |                |

## Ciklična simetrija
Obstajajo štiri družine ciklične simetrije, ki imajo n=2 ali višje. V posebnem primeru je lahko tudi n=1.
| Medn. | geo | orbifold | Schönflies | Conway    | Coxeter | red | osnovna domena |
| ----- | --- | -------- | ---------- | --------- | ------- | --- | -------------- |
| 2     | 2   | 22       | C2 = D1    | C2 = D2   | [2]+    | 2   |                |
| mm2   | 2   | *22      | C2v = D1h  | CD4 = DD4 | [2]     | 4   |                |
| 4     | 42  | 2×       | S4         | CC4       | [2+,4+] | 4   |                |
| 2/m   | 2   | 2*       | C2h = D1d  | ±C2 = ±D2 | [2,2+]  | 4   |                |

| Medn.               | geo                 | orbifold            | Schönflies          | Conway                      | Coxeter                                    | red          | osnovna domena |
| ------------------- | ------------------- | ------------------- | ------------------- | --------------------------- | ------------------------------------------ | ------------ | -------------- |
| 3 4 5 6 n           | 3 4 5 6 n           | 33 44 55 66 nn      | C3 C4 C5 C6 Cn      | C3 C4 C5 C6 Cn              | [3]+ [4]+ [5]+ [6]+ [n]+                   | 3 4 5 6 n    |                |
| 3m 4mm 5m 6mm -     | 3 4 5 6 n           | *33 *44 *55 *66 *nn | C3v C4v C5v C6v Cnv | CD6 CD8 CD10 CD12 CD2n      | [3] [4] [5] [6] [n]                        | 6 8 10 12 2n |                |
| 3 8 5 12 -          | 62 82 10.2 12.2 2n2 | 3× 4× 5× 6× n×      | S6 S8 S10 S12 S2n   | ±C3 CC8 ±C5 CC12 CC2n / ±Cn | [2+,6+] [2+,8+] [2+,10+] [2+,12+] [2+,2n+] | 6 8 10 12 2n |                |
| 3/m 4/m 5/m 6/m n/m | 32 42 52 62 n2      | 3* 4* 5* 6* n*      | C3h C4h C5h C6h Cnh | CC6 ±C4 CC10 ±C6 ±Cn / CC2n | [2,3+] [2,4+] [2,5+] [2,6+] [2,n+]         | 6 8 10 12 2n |                |

## Diedrska simetrija
Obstajajo samo tri družine neskončnih diedrskih simetrij. 
| Medn. | geo | orbifold | Schönflies | Conway | Coxeter | red | osnovna domena |
| ----- | --- | -------- | ---------- | ------ | ------- | --- | -------------- |
| 222   | 2.2 | 222      | D2         | D4     | [2,2]+  | 4   |                |
| 42m   | 42  | 2*2      | D2d        | DD8    | [2+,4]  | 8   |                |
| mmm   | 22  | *222     | D2h        | ±D4    | [2,2]   | 8   |                |

| Medn.                | geo                 | orbifold                 | Schönflies          | Conway                         | Coxeter                               | red            | osnovna domena |
| -------------------- | ------------------- | ------------------------ | ------------------- | ------------------------------ | ------------------------------------- | -------------- | -------------- |
| 32 422 52 622        | 3.2 4.2 5.2 6.2 n.2 | 223 224 225 226 22n      | D3 D4 D5 D6 Dn      | D6 D8 D10 D12 D2n              | [2,3]+ [2,4]+ [2,5]+ [2,6]+ [2,n]+    | 6 8 10 12 2n   |                |
| 3m 82m 5m 12.2m      | 62 82 10.2 12.2 n2  | 2*3 2*4 2*5 2*6 2*n      | D3d D4d D5d D6d Dnd | ±D6 DD16 ±D10 DD24 DD4n / ±D2n | [2+,6] [2+,8] [2+,10] [2+,12] [2+,2n] | 12 16 20 24 4n |                |
| 6m2 4/mmm 10m2 6/mmm | 32 42 52 62 n2      | *223 *224 *225 *226 *22n | D3h D4h D5h D6h Dnh | DD12 ±D8 DD20 ±D12 ±D2n / DD4n | [2,3] [2,4] [2,5] [2,6] [2,n]         | 12 16 20 24 4n |                |

## Poliedrska simetrija
Znani so trije tipi poliedrske simetrije. To so tetraedrska, oktaedrska in ikozaedrska simetrija. Imena so simetrije dobile z uporabo  pravilnih poliedrov s takšno vrsto simetrije.  
| Medn. | geo | orbifold | Schönflies | Conway | Coxeter            | red | osnovna domena |
| ----- | --- | -------- | ---------- | ------ | ------------------ | --- | -------------- |
| 23    | 3.3 | 332      | T          | T      | [3,3]+ = [3+,4,1+] | 12  |                |
| m3    | 43  | 3*2      | Th         | ±T     | [3+,4] = [[3,3]+]  | 24  |                |
| 43m   | 33  | *332     | Td         | TO     | [3,3] = [3,4,1+]   | 24  |                |

| Medn. | geo | orbifold | Schönflies | Conway | Coxeter           | red | osnovna domena |
| ----- | --- | -------- | ---------- | ------ | ----------------- | --- | -------------- |
| 432   | 4.3 | 432      | O          | O      | [3,4]+ = [[3,3]]+ | 24  |                |
| m3m   | 43  | *432     | Oh         | ±O     | [3,4] = [[3,3]]   | 48  |                |

| Medn. | geo | orbifold | Schönflies | Conway | Coxeter | red | osnovna domena |
| ----- | --- | -------- | ---------- | ------ | ------- | --- | -------------- |
| 532   | 5.3 | 532      | I          | I      | [3,5]+  | 60  |                |
| 532/m | 53  | *532     | Ih         | ±I     | [3,5]   | 120 |                |